# Bracknell Town FC
Bracknell Town FC (celým názvem: Bracknell Town Football Club) je anglický fotbalový klub, který sídlí ve městě Bracknell v nemetropolitním hrabství Berkshire. Založen byl v roce 1896 pod názvem Old Bracknell Wanderers FC. Od sezóny 2018/19 hraje v Isthmian League South Central Division (8. nejvyšší soutěž). Klubové barvy jsou červená a bílá.
Své domácí zápasy odehrává na stadionu Larges Lane s kapacitou 2 500 diváků.

## Historické názvy
Zdroj:
- 1896 – Old Bracknell Wanderers FC (Old Bracknell Wanderers Football Club)
- 1949 – Bracknell FC (Bracknell Football Club)
- 1962 – Bracknell Town FC (Bracknell Town Football Club)

## Získané trofeje
- Reading Senior Cup ( 1× )
  - 2016/17

## Úspěchy v domácích pohárech
Zdroj:
- FA Cup
  - 1. kolo: 2000/01
- FA Trophy
  - 1. kolo: 2002/03, 2003/04, 2004/05
- FA Vase
  - Čtvrtfinále: 2017/18

## Umístění v jednotlivých sezonách
Stručný přehled
Zdroj:
- 1964–1968: Surrey Senior League
- 1968–1970: Surrey Senior League (Premier Division)
- 1970–1975: Spartan League
- 1975–1977: London Spartan League (Division One)
- 1977–1979: London Spartan League (Premier Division)
- 1979–1981: London Spartan League (Senior Division)
- 1981–1984: London Spartan League (Premier Division)
- 1984–1986: Isthmian League (Second Division South)
- 1986–1989: Isthmian League (First Division)
- 1989–1991: Isthmian League (Second Division South)
- 1991–1994: Isthmian League (Third Division)
- 1994–1999: Isthmian League (Second Division)
- 1999–2002: Isthmian League (Third Division)
- 2002–2004: Isthmian League (Division One South)
- 2004–2006: Southern Football League (Western Division)
- 2006–2010: Southern Football League (Division One South & West)
- 2010–2012: Hellenic Football League (Premier Division)
- 2012–2013: Hellenic Football League (Division One East)
- 2013–2018: Hellenic Football League (Premier Division)
- 2018– : Isthmian League (South Central Division)

Jednotlivé ročníky
Zdroj:
Legenda: Z - zápasy, V - výhry, R - remízy, P - porážky, VG - vstřelené góly, OG - obdržené góly, +/- - rozdíl skóre, B - body, červené podbarvení - sestup, zelené podbarvení - postup, fialové podbarvení - reorganizace, změna skupiny či soutěže
| Sezóny  | Liga                                                 | Úroveň | Z  | V  | R  | P  | VG  | OG  | +/-  | B  | Pozice |
| ------- | ---------------------------------------------------- | ------ | -- | -- | -- | -- | --- | --- | ---- | -- | ------ |
| 2009/10 | Southern Football League (Division One South & West) | 8      | 42 | 2  | 0  | 40 | 29  | 187 | -158 | 6  | 22.    |
| 2010/11 | Hellenic Football League (Premier Division)          | 9      | 42 | 12 | 10 | 20 | 65  | 99  | -34  | 46 | 16.    |
| 2011/12 | Hellenic Football League (Premier Division)          | 9      | 40 | 8  | 4  | 28 | 42  | 122 | -80  | 28 | 21.    |
| 2012/13 | Hellenic Football League (Division One East)         | 10     | 28 | 13 | 7  | 8  | 60  | 38  | +22  | 46 | 5.     |
| 2013/14 | Hellenic Football League (Premier Division)          | 9      | 38 | 15 | 5  | 18 | 59  | 65  | -6   | 50 | 13.    |
| 2014/15 | Hellenic Football League (Premier Division)          | 9      | 38 | 17 | 5  | 16 | 67  | 57  | +10  | 56 | 9.     |
| 2015/16 | Hellenic Football League (Premier Division)          | 9      | 38 | 12 | 10 | 16 | 66  | 72  | -6   | 46 | 14.    |
| 2016/17 | Hellenic Football League (Premier Division)          | 9      | 34 | 26 | 3  | 5  | 113 | 37  | +76  | 81 | 2.     |
| 2017/18 | Hellenic Football League (Premier Division)          | 9      | 38 | 32 | 2  | 4  | 129 | 27  | +102 | 98 | 2.     |
| 2018/19 | Isthmian League (South Central Division)             | 8      | 38 |    |    |    |     |     |      |    |        |